# 怕尼芝
怕尼芝（はにじ）は、14世紀琉球の後北山王国（後山北王国）の初代国王。英祖王統初代英祖の次男の湧川王子の曾孫。父は湧川按司一世の次男の湧川按司二世。
親川城を拠点に沖縄本島北部の羽地（現在の名護市北西部）に勢力を築き、兼次（はにし）按司と称した。名の怕尼芝は、羽地の当て字と考えられている。
「おもろさうし」によれば、1322年に父の湧川按司二世の兄で今帰仁城を統治していた今帰仁按司一世の長男の仲昔今帰仁按司丘春の長男で怕尼芝にとっては従兄弟の子にあたる今帰仁仲宗根若按司を破り、自ら北山王（後北山王）を自称し北山王国（怕尼芝王統）を建国し、以後は今帰仁城を本拠とした。
明実録では1383年1月、明の永楽帝が琉球諸王国間の停戦の奉勅を下し、あわせて朝貢を命じた。これに応じて同年12月に進貢する。以後、1384年・1385年・1388年（2回）・1390年の朝貢の記録がある。1385年には駝紐鍍金印を下賜されている。
文献では怕尼芝の在位は1322年から1392年もしくは1395年まで70年以上に渡るとされ、実際は親子数代で同じ名を使っていたのではと考察されている。名の由来が羽地按司であれば、その称号を使い続けたと考えられる。
石井望は、次代の珉及び第三代攀安知とともにみな八幡按司であるとの説を立てる。等韻学では珉と閩とが同音で、閩は福建で「ばん」なので、珉も「ばん」だとして、山北の怕尼芝、珉、攀安知の三代はみな頭音「は」「ば」に「ｎ」音を加える形で、何らかの同一の継承名だとする。孫薇（そんび）は攀安知の攀を八幡（ばはん）だとする。よって石井望は怕尼、珉、攀はみな八幡であり、「ばはん」を縮めて「ばん」（珉）、按司を加えて「ぱんあじ」（攀安知）、転じて「ぱねじ」（怕尼芝）とする。

## 系譜
- 父：湧川按司（湧川按司二世）
- 母：不詳
- 妃：不詳
- 世子：珉王（後北山王）